# Monroe Salisbury
Monroe Salisbury (Angola, 8 maggio 1876 – San Bernardino, 6 agosto 1935) è stato un attore statunitense teatrale e cinematografico, produttore anche di una pellicola nel 1921.

## Biografia
Prima di lavorare per il cinema, recitò per molti anni in teatro diventando in seguito una delle prime stelle del muto. Idolo dei matinée, iniziò la sua carriera nel 1898, recitando in numerosi ruoli romantici. Apparve anche in cinque produzioni di Broadway. Tra il 1914 e il 1922, girò 42 film, lavorando spesso sotto la direzione di Cecil B. DeMille. Salisbury, che interpretò molti film western, girò - nel 1929 e nel 1930 - anche due film sonori, un cortometraggio e un serial cinematografico.

## Filmografia
- The Squaw Man, regia di Cecil B. DeMille e Oscar Apfel (1914)
- Brewster's Millions, regia di Oscar Apfel, Cecil B. DeMille (1914)
- The Master Mind, regia di Oscar Apfel, Cecil B. DeMille (1914)
- The Virginian, regia di Cecil B. DeMille (1914)
- Ready Money, regia di Oscar Apfel (1914)
- The Man from Home, regia di Cecil B. DeMille (1914)
- La rosa del Rancho (Rose of the Rancho), regia di Cecil B. DeMille e Wilfred Buckland
- The Goose Girl, regia di Frederick A. Thomson (1915)
- After Five, regia di Oscar Apfel, Cecil B. DeMille (1915)
- A Gentleman of Leisure, regia di George Melford (1915)
- The Lamb, regia di Christy Cabanne (1915)
- The Crest of Von Endheim - cortometraggio (1915)
- The Friends of the Sea - cortometraggio (1915)
- Double Trouble, regia di Christy Cabanne (1915)
- Ramona, regia di Donald Crisp (1916)
- The Eyes of the World, regia di Donald Crisp (1917)
- The Devil's Assistant, regia di Harry A. Pollard (1917)
- The Price of Her Soul, regia di Oscar Apfel (1917)
- La bugia muta (The Silent Lie), regia di R.A. Walsh (1917)
- The Cook of Canyon Camp, regia di Donald Crisp (1917)
- The Desire of the Moth, regia di Rupert Julian (1917)
- The Door Between, regia di Rupert Julian (1917)
- Cuor di selvaggio (The Savage), regia di Rupert Julian (1917)
- Zollenstein, regia di Edgar Jones (1917)
- Hands Down, regia di Rupert Julian (1918)
- Hungry Eyes, regia di Rupert Julian (1918)
- The Red, Red Heart, regia di Wilfred Lucas (1918)
- The Guilt of Silence, regia di Elmer Clifton (1918)
- The Eagle, regia di Elmer Clifton (1918)
- Winner Takes All
- That Devil, Bateese, regia di William Wolbert (1918)
- Hugon, the Mighty, regia di Rollin S. Sturgeon (1918)
- Il predone di Megdelane (The Millionaire Pirate), regia di Rupert Julian (1919)
- The Light of Victory, regia di William Wolbert (1919)
- Fuoco purificatore (The Blinding Trail), regia di Paul Powell (1919)
- Il leone dormente (The Sleeping Lion), regia di Rupert Julian (1919)
- The Man in the Moonlight, regia di Paul Powell (1919)
- The Sundown Trail, regia di Rollin S. Sturgeon (1919)
- L'eterno triangolo (His Divorced Wife), regia di Douglas Gerrard (1919)
- The Phantom Melody, regia di Douglas Gerrard (1920)
- Fiore del Canadà (The Barbarian), regia di Donald Crisp (1920)[1].
- The Great Alone
- Her Husband's Women, regia di Leslie Pearce - cortometraggio (1929)
- The Jade Box, regia di Ray Taylor - serial cinematografico (1930)